# 土桥镇 (临夏县)
土桥镇，是中华人民共和国甘肃省临夏回族自治州临夏县下辖的一个乡镇级行政单位。

## 行政区划
土桥镇下辖以下地区：
土桥社区、侯段村、尹王村、重台塬村、大鲁家村、曹家村、辛付村、三角村和曾家村。